# バック・トゥ・ザ・フューチャー PART3
『バック・トゥ・ザ・フューチャー PART3』（Back to the Future Part III）は、1990年のアメリカ映画で、映画『バック・トゥ・ザ・フューチャー PART2』の続編。『バック・トゥ・ザ・フューチャー』シリーズ3部作の3番目で完結編にあたる。SF映画。

## あらすじ
前作のラストシーンで、タイムマシンのデロリアンが飛行中落雷に打たれ、エメット・ブラウン博士（通称：ドク）は1955年から1885年に飛ばされ、マーティ・マクフライは1955年に1人取り残されてしまう。しかし、1885年のドクがマーティに送られるようウエスタンユニオンに手配していた手紙の指示通り、マーティはPART1のラストで過去のマーティと別れたばかりの1955年のドクと再会。ドクからの手紙には、ドクが西部開拓時代の鍛冶屋として元気にやっていること、1885年の技術では故障したデロリアンを修復し帰還するのは不可能なためこの時代で生涯を終える決心をしたこと、そしてタイムマシン及びタイムトラベルはまだ人類の手には余る物だったことを痛感し、鉱山に封印したデロリアンを1955年のドクに修復させ、マーティが無事1985年に帰った後にデロリアンを破壊するように指示されていた。
70年前に飛ばされたドクが気掛かりながらも、1985年に帰るために鉱山に封印されたデロリアンを掘り起こすマーティ。だが、鉱山付近の墓地で“エメット・ブラウン”の名が彫られた墓石を偶然発見し、記録を調べたところ、手紙を書いた約一週間後の1885年9月7日にドクがビフ・タネンの祖先であるビュフォード・タネンに射殺されるという非業の最期を知ってしまう。
ドクを救うために、マーティは1955年のドクの協力の下、修理したデロリアンで手紙の消印の翌日となる1885年9月2日午前8時00分へとタイムトラベルする。しかしタイムトラベルした直後、インディアンの大群と騎兵隊に遭遇した上に熊にも襲われ、坂から転げ落ちて気絶してしまう。そこで自分の祖先にあたるシェイマスとその妻のマギーに助けられ、彼らの協力でヒルバレーにたどり着いたものの、不運にもビュフォード・タネンに出くわしてしまう。彼とトラブルになったマーティは危うく殺されそうになるが、間一髪のところでドクに助けられ再会を果たす。
しかし、肝心のデロリアンはインディアンから逃げる最中に燃料タンクが破損してしまい、タイムトラベルに必要な条件である88 mph (142 km/h)までの加速が自力では不可能になってしまっていた。様々な方法を試した末、最終的に9月7日の朝にやってくる蒸気機関車でデロリアンを押して走らせる作戦を考える。そんな中、ドクは峡谷に転落して死ぬはずだった女性クララ・クレイトンを咄嗟に助け、お互いに恋に落ちてしまう。クララからカーニバルに誘われたドクとマーティだったがそこにタネン一味が襲来、隠し持っていたデリンジャー銃でドクを背後から暗殺しようとするが、マーティが咄嗟にパイ皿をフリスビーのように投げつけて失敗させる。激怒したビュフォードはマーティを挑発し今度の月曜（9月7日）の朝に決闘を行うよう申し込み、マーティも（9月7日の朝にはタイムトラベルを行うべく既に街を去っているため、最初からすっぽかすつもりで）安請け合いしてしまう。翌朝、1955年に撮っていた墓石の写真から「エメット・ブラウン」の文字が消えていることに気付き安堵するマーティだったが、ドクは墓石自体と日付が全く変わらないことを訝しみ、墓石に入るのはマーティの名前なのではないかと推測。他人からの挑発に簡単に乗ってしまうマーティをドクは注意する。
9月6日の夜。ドクはクララへの想いから、未来に帰らずこの時代に残りたいとマーティに打ち明けるが、マーティに「自分たちはこの時代の人間じゃない」「科学者として何をするのが正しいか」と説得されたドクはクララと別れて元の時代に帰ることを決心し、クララに「未来に帰る」と告げる。しかしクララにはそれを信じてもらえず罵倒され、挙句の果てにはビンタをもらい、ドクは心に深い傷を負う。
9月7日の朝。マーティは酒屋でやけ酒のウィスキーを飲んで昏倒したドクを起こそうとしている途中でビュフォードに見つけられ、約束の決闘を挑まれる。マーティは墓石の写真がこの時代での自分の名前（クリント・イーストウッドと名乗っていた）に変化したのを見、また以前シェイマスから聞いた「（彼の）兄が挑発に乗り過ぎて無駄死にした」という話やドクの忠告を思い出し、決闘に行かずにいる姿を腰抜け呼ばわりするビュフォードや周囲からの挑発を我慢する。マーティは酔いから覚めたドクと共に裏口から逃げようとするが、失敗しドクが人質に取られてしまう。マーティはドクを救うためビュフォードと決闘、ビュフォードの早撃ちによりマーティは撃たれてしまうが、決闘直前に鉄板を胸に仕込んだことで銃弾を防ぎ勝利、死を回避する（墓石の写真から墓石そのものが消える）。2人はすぐに出発して計画通り蒸気機関車を乗っ取りデロリアンに乗り込もうとするが、人づてにドクの話が真実だったということを知ったクララが追ってきていた。
ドクはクララも連れて行こうとするが、クララが機関車からデロリアンに移動する途中で最後の強化燃料が点火してボイラーが爆発してしまい、下に落ちそうになる。ドクは、マーティが万一に備えて1955年から持ち込んだ2015年製のホバーボードを使って無事クララを助けたが、デロリアンに乗り遅れ帰れなくなってしまった。
マーティが乗ったデロリアンは1985年に戻った直後、線路の上で立ち往生しているところをディーゼル機関車と正面衝突しバラバラに壊れてしまう。マーティが帰還した1985年は、前作にてスポーツ年鑑を燃やしたことで修正された「良い」85年に戻っており、恋人のジェニファーも無事だった。その後、ジェニファーを連れ車で走っていると、マーティは悪友のニードルスらに挑発交じりにレースを挑まれた。しかし西部時代の一件で挑発を克服したマーティはこれに乗らなかった。ニードルスらの車が猛スピードで走り去っていく中、ロールス・ロイスの高級車がその先の交差点から入ってくる。ニードルスらの車は間一髪で避けるが、その光景にマーティはもし挑発に乗りレースしていれば自分たちが高級車と衝突してしまっていたと悟る。すると、ジェニファーが2015年から持ち帰っていた未来のマーティのクビの辞令の文面が消滅する。
ジェニファーを連れ、バラバラになったデロリアンが残る線路まで再びやってきたマーティ。もう二度とドクとは会えないと悲しんでいると、そこに突如として蒸気機関車の形をしたタイムマシンが現れる。ドクは1885年に取り残された後、新たにタイムマシンを作っていたのだった。しかもクララと結婚し、2人の息子を授かっていた。マーティとドクが再会を喜ぶ中、ジェニファーから未来のマーティの辞令の文面が消滅したのは何故かと問われたドクは「君達の未来はまだ決まってない。未来は自分で切り開くものだ」「君たちも、いい未来を創りたまえ」と2人に激励し、蒸気機関車型のタイムマシンへ乗り込みどこかへ走り去っていった。

## キャスト
| 役名                   | 俳優                           | 日本語吹替 | 日本語吹替   | 日本語吹替    | 日本語吹替   | 日本語吹替    |
| 役名                   | 俳優                           | ソフト版   | テレビ朝日版 | 日本テレビ版1 | BSジャパン版 | 日本テレビ版2 |
| ---------------------- | ------------------------------ | ---------- | ------------ | ------------- | ------------ | ------------- |
| マーティ・マクフライ   | マイケル・J・フォックス        | 山寺宏一   | 三ツ矢雄二   | 三ツ矢雄二    | 宮川一朗太   | 宮野真守      |
| シェイマス・マクフライ | マイケル・J・フォックス        | 山寺宏一   | 三ツ矢雄二   | 三ツ矢雄二    | 宮川一朗太   | 宮野真守      |
| ドク                   | クリストファー・ロイド         | 青野武     | 穂積隆信     | 磯部勉        | 山寺宏一     | 山寺宏一      |
| ビュフォード           | トーマス・F・ウィルソン        | 谷口節     | 玄田哲章     | 斎藤志郎      | 新垣樽助     | 三宅健太      |
| ビフ                   | トーマス・F・ウィルソン        | 谷口節     | 玄田哲章     | 斎藤志郎      | 新垣樽助     | 三宅健太      |
| クララ                 | メアリー・スティーンバージェン | 吉田理保子 | 池田昌子     | 藤田淑子      | 戸田恵子     | 朴璐美        |
| マギー                 | リー・トンプソン               | 佐々木優子 | 高島雅羅     | 日野由利加    | 小林沙苗     | 沢城みゆき    |
| ロレイン               | リー・トンプソン               | 佐々木優子 | 高島雅羅     | 日野由利加    | 小林沙苗     | 沢城みゆき    |
| ジェニファー           | エリザベス・シュー             | 勝生真沙子 | 佐々木優子   | 岡寛恵        | 白石涼子     | 瀬戸麻沙美    |
| ストリックランド       | ジェームズ・トールカン         | 大木民夫   | 加藤精三     | 大塚周夫      | 青山穣       | 浦山迅        |
| バーテン               | マット・クラーク               | 城山知馨夫 | 宮田光       | 山野史人      | 伊藤和晃     | 飛田展男      |
| ジェブ                 | パット・バトラム               | 藤城裕士   | 石井敏郎     | 千田光男      | 吉富英治     | ふくまつ進紗  |
| ズィーク               | ハリー・ケリー・ジュニア       | 伊井篤史   | 北川米彦     | 秋元羊介      | 宇垣秀成     | 浦山迅        |
| レビー                 | ダブ・テイラー                 | 石森達幸   | あずさ欣平   | 峰恵研        | 楠見尚己     | 宝亀克寿      |
| ビュフォードの仲間     | クリストファー・ワイン         | 星野充昭   | 堀之紀       | 水野龍司      | 加瀬康之     | 木内太郎      |
| ビュフォードの仲間     | ショーン・サリバン             | 古田信幸   | 大滝進矢     | 檀臣幸        | 佐藤せつじ   | 三好翼        |
| ビュフォードの仲間     | マイク・ワトソン               | 小室正幸   | 島田敏       | 梅津秀行      | 落合弘治     | 田中光        |
| 町長                   | ヒュー・ギリン                 | 増岡弘     | 島香裕       | 糸博          | 金光宣明     | 楠見尚己      |
| 運転士                 | ビル・マッキニー               | 伊井篤史   | 飯塚昭三     | 石波義人      |              | 木内太郎      |
| 拳銃屋                 | バートン・ギリアム             | 池田勝     | 高宮俊介     | 稲葉実        | 唐沢龍之介   | 山岸治雄      |
| 行商人                 | リチャード・ダイサート         | 増岡弘     | 小関一       | 北川勝博      | 鈴木琢磨     | 西村知道      |
| 葬儀屋                 | マーヴィン・J・マッキンタイア  | 稲葉実     | 筈見純       | 仲野裕        | 木村隼人     | 関智一        |
| 写真屋                 | ディーン・カンディ             |            |              |               |              | 玉井勇輝      |
| ストリックランドの息子 | ケイレブ・ヘンリー             | 亀井芳子   | さとうあい   | 竹村叔子      | 冠野智美     | 瀬戸麻沙美    |
| ストリックランドの副官 | ドノヴァン・スコット           | 島香裕     | 亀井三郎     | 福田信昭      | 内野孝聡     | 佐々木祐介    |
| ニードルズ             | フリー                         | 古田信幸   | 島田敏       | 梅津秀行      | 落合弘治     | 関智一        |
| ジョージ               | ジェフリー・ウェイスマン       | 小室正幸   | 高宮俊介     | 千田光男      | 加瀬康之     | 森川智之      |
| リンダ                 | ウェンディ・ジョー・スパーバー | 亀井芳子   | さとうあい   | 岩本裕美子    | 冠野智美     | 櫻庭有紗      |
| デイヴィッド           | マーク・マクルーア             | 星野充昭   | 仲木隆司     | 仲野裕        | 佐藤せつじ   | 関智一        |

- ソフト版：1991年3月21日発売のVHSに初収録。
  - DVD以降の音声仕様はDTS5.1chサラウンドになっている。
  - Paramount+、WOWOWオンデマンドを除く各種配信にも使用。
- テレビ朝日版：初回放送1993年10月10日『日曜洋画劇場』※テレビ朝日開局35周年特別企画。
  - 2020年には異例となる劇場での初公開が行われた[8]。
  - Paramount+、WOWOWオンデマンドの配信にはこちらの吹替が使用されている。
- 日本テレビ版1：初回放送2001年3月16日『金曜ロードショー』
- BSジャパン版：初回放送2018年7月11日『シネマクラッシュ』
- 日本テレビ版2：初回放送2025年2月21日『金曜ロードショー』[9]

吹き替えは、いずれも本編ノーカットで制作。テレビ朝日版と日本テレビ版1は2008年発売の「思い出の復刻版」DVDに収録され、テレビ朝日版は以降のソフトにも収録。BSジャパン版は、2020年発売の「35th アニバーサリー・エディション　4K Ultra HD＋ブルーレイ」に収録。

## スタッフ
- 監督：ロバート・ゼメキス
- 製作総指揮：スティーヴン・スピルバーグ、フランク・マーシャル、キャスリーン・ケネディ
- 製作：ボブ・ゲイル、ニール・カントン
- 脚本：ロバート・ゼメキス、ボブ・ゲイル
- 音楽：アラン・シルヴェストリ
- 撮影：ディーン・カンディ
- SFX：ILM

### 日本語版
- 字幕翻訳：戸田奈津子[10]

| 吹き替え       | ソフト版                   | テレビ朝日版      | 日本テレビ版1              | BSジャパン版        | 日本テレビ版2       |
| -------------- | -------------------------- | ----------------- | -------------------------- | ------------------- | ------------------- |
| 演出           | 伊達康将                   | 左近允洋          | 向山宏志                   | 向山宏志            | 安江誠              |
| 翻訳           | 島伸三                     | たかしまちせこ    | たかしまちせこ             | たかしまちせこ      | 島伸三              |
| 調整           | 小野敦志                   | 高橋久義 飯塚秀保 | 高橋久義                   | 高見元太            | 村越直              |
| 録音           | N/A                        | N/A               | N/A                        | N/A                 | 木村結香            |
| 効果           |                            | VOX               | VOX                        | 桜井俊哉            | N/A                 |
| 選曲           | N/A                        | 猪飼和彦          | N/A                        | N/A                 | N/A                 |
| 担当           | 岩渕昇                     |                   | 小嶋尚志 細谷美樹 富田定男 | 別府憲治 宮地奈緒   |                     |
| プロデューサー |                            | 圓井一夫          | 大塚恭司 嵓淵有子          | 夏目健太郎 久保一郎 | 向笠啓祐 越山理志   |
| 制作           | 東北新社                   | グロービジョン    | コスモプロモーション       | HALF H・P STUDIO    | グロービジョン      |
| 制作           | ユニバーサル・ピクチャーズ | テレビ朝日        | 日本テレビ                 | BSジャパン          | 北條伸樹 日本テレビ |

## テレビ放映履歴
| 回数   | テレビ局   | 番組名               | 放送日         | 放送時間       | 吹替版         |
| ------ | ---------- | -------------------- | -------------- | -------------- | -------------- |
| 初回   | テレビ朝日 | 日曜洋画劇場         | 1993年10月10日 | 21:02 - 23:19  | テレビ朝日版   |
| 2回目  | フジテレビ | ゴールデン洋画劇場   | 1995年1月7日   | 21:03 - 23:19  | テレビ朝日版   |
| 3回目  | 日本テレビ | 金曜ロードショー     | 1997年11月28日 | 21:03 - 23:19  | テレビ朝日版   |
| 4回目  | テレビ東京 | 木曜洋画劇場         | 1999年3月4日   | 21:02 - 22:54  | テレビ朝日版   |
| 5回目  | 日本テレビ | 金曜ロードショー     | 2001年3月16日  | 21:03 - 23:19  | 日本テレビ版１ |
| 6回目  | 日本テレビ | 金曜ロードショー     | 2003年2月7日   | 21:03 - 23:19  | テレビ朝日版   |
| 7回目  | テレビ東京 | 木曜洋画劇場         | 2005年11月17日 | 21:00 - 22:54  | テレビ朝日版   |
| 8回目  | テレビ東京 | 午後のロードショー   | 2009年6月10日  | 13:30 - 15:30  | テレビ朝日版   |
| 9回目  | BS-TBS     |                      | 2017年6月27日  | 21:00 - 22:54  | ソフト版       |
| 10回目 | BSジャパン | シネマクラッシュ     | 2018年7月11日  | 19:40 - 21:54  | BSジャパン版   |
| 11回目 | BSテレ東   | 新春シネマスペシャル | 2020年1月3日   | 23:00 - 翌1:15 | BSジャパン版   |
| 12回目 | 日本テレビ | 金曜ロードSHOW!      | 2020年6月26日  | 21:00 - 22:54  | ソフト版       |
| 13回目 | フジテレビ | 土曜プレミアム       | 2022年7月16日  | 21:00 - 23:10  | ソフト版       |
| 14回目 | 日本テレビ | 金曜ロードショー     | 2025年2月21日  | 21:00 - 23:19  | 日本テレビ版2  |
| 15回目 | テレビ東京 | 午後のロードショー   | 2025年8月21日  | 13:10 - 15:40  | BSジャパン版   |

## 作品解説
本作はユニバーサル設立75周年記念作品であり、ユニバーサルの歴代ロゴが4バージョン流れる（「チャイルド・プレイ2」など、1990年の作品全てに言えることである）。このロゴは当初、シリーズの整合性を図るために旧ロゴを使用する予定であったが、ユニバーサルの希望で新ロゴになった。
主演のマイケル・J・フォックスは、本作の撮影中からパーキンソン病の兆候が現れ、後に発病したことを自身の著書で告白している。

### 音楽
ZZトップが主題歌「Doubleback」を提供し本編にも登場（1885年のフェスティバル会場のバンドマン役。ダンスのシーンで「オクラホマミキサー」、「いとしのクレメンタイン」を演奏する他、お馴染みのギター回しも披露）しているが、これはこの作品の大ファンである彼らの意向による。しかし、本作のサウンドトラック盤には、この主題歌は契約会社の問題の関係でオリジナル・バージョンが収録されておらず、代わりに劇中でも流れている、カントリー調にアレンジされたアコースティック・バージョン（インストゥルメンタル）が収録されている。
フェスティバルのシーン（時計台のカウントダウン後）で演奏されている曲は1876年に作られた自由の喊声（Battle Cry of Freedom）である。

### 配役
酒場でポーカーに興じる老人3人組（クレジット表記は、「サルーン・オールドタイマーズ」）に「黄色いリボン」のハリー・ケリー・ジュニア、「ダンディ少佐」のダブ・テーラー、パット・バトラム（「ガトリング・ガン」）、酒場のバーテンダー役に「ミネソタ大強盗団」のマット・クラーク、終盤でマーティとドクが強奪する機関車の機関士役に「アウトロー」のビル・マッキニーと、往年の西部劇映画で実際に活躍していた俳優を、尊敬の念を込めてそれぞれ起用している。

### オマージュ
冒頭、1955年のドクの家のテレビから流れるテレビ番組は、1947年から1960年まで放送されたテレビ番組『ハウディ・ドゥーディー』である。
マーティが「クリント・イーストウッドはこんな服着ていない」と言って1955年のドクが誰のことなのか不思議がるシーンでは、建物の壁に『半魚人の逆襲』と『世紀の怪物/タランチュラの襲撃』のポスターが貼られている。前者はクリント・イーストウッドのデビュー作、後者は1955年11月21日当時最新の出演作で、いずれも端役であることから、マーティがドクの発言に納得する伏線となっている。ビュフォード・タネン（ビフ・タネンの曽祖父）との対決においてマーティがポンチョの下に鉄板を仕込むシーンは、クリント・イーストウッド主演『荒野の用心棒』のオマージュである。この他にも、鏡に映った自分に銃を向けて「You Talkin' To Me?（俺に言ってるのか?）」と挑発するシーンは『タクシー・ドライバー』の有名シーンのパロディであり、同シーンでは他にも『ダーティーハリー』の「Go ahead. Make my day.（やれよ。楽しませてくれ）」というセリフも引用している。
デロリアンで1885年にタイムスリップした直後、インディアンに追われ、騎兵隊に遭遇する場面は『駅馬車』のパロディとみられる。
日本語翻訳ではドクの子供らの名前がジュールスとバーンになっているが、元はJulesとVerne。劇中でも言及されている空想科学小説の祖、ジュール・ベルヌに因んでいる。

## 小説版との相違
映画版では出てこないが、小説版では、マクフライ農場で世話になったマーティが夕食後に用を足したくなり、シェイマスに「バスルームを使わせてもらえないか」と尋ねるが、「何を言ってるのかさっぱりわからない」と言われる。また、マーティは早くドクに会いたいためにシェイマス夫妻にお礼を言ってその日の晩のうちにマクフライ農場を立ち去ろうとするが、シェイマスに「こんな遅い時間に町に行こうなんて考えないほうがいい。夜盗や動物に襲われて危険だ」と窘められ、結局納屋で一晩過ごし、翌朝、町に続く線路の所まで送ってもらうことになる。その際、マーティはシェイマスから帽子を貰っている。
映画版では未公開シーンとなっている（DVDに収録）が、終盤のビュフォードとの決闘の直前、ストリックランド保安官はビュフォードに撃ち殺される。そのため、容疑が「パインシティーの駅馬車強奪」ではなく「ストリックランド保安官殺害」となっている。ストリックランド保安官が決闘後の逮捕シーンに出てこないのは、そのためである。
ビュフォードとの決闘に勝利したマーティにコルト・ピースメーカーのガンベルトを渡しに来る少年は、映画版ではすぐに立ち去るだけだが、小説版ではマーティがポンチョの下に仕込んだ即席防弾チョッキに興味を示し、周りの大人から「あっちへ行きな、D.W.」、「グリフィスの坊主を押さえようったって誰も止められやしないさ」と言われており、後の映画監督・D・W・グリフィスであると思わせる記述がある。

## その他
1885年に来たマーティは当時の人々に名を尋ねられると「クリント・イーストウッド」と答えた。クララ・クレイトンが転落死しクレイトン渓谷と名が付くはずだった峡谷は、現代に戻るためにデロリアンを押す蒸気機関車の通る線路の途切れ先でもある。マーティがデロリアンで現代に帰る様子は1885年の人々にとっては渓谷へ落ちて死亡もしくは行方不明と捉えられたのか、現代へ帰って来るとイーストウッド渓谷と記されている。

## 他作品への登場
2014年にアメリカで製作・公開された、セス・マクファーレン監督『荒野はつらいよ 〜アリゾナより愛をこめて〜』の劇中において、小屋の中でデロリアンを整備しているドク・ブラウンが主人公によって見つかる、というシーンが登場する。ただし、本作が1885年を舞台にしているのに対し、「荒野はつらいよ」は1882年が舞台であるため、本作より3年早く、年代設定に誤差が生じている。